# Реви, Дон
До́нальд Джордж (Дон) Реви́ (англ. Donald George 'Don' Revie; 10 июля 1927 — 26 мая 1989) — английский футболист и тренер.

## Игровая карьера
Его мать рано умерла, а отец потерял работу во время Великой депрессии.
В 14 лет Дон бросил школу и пошёл в каменщики. В 16 лет его взяли играть в «Лестер Сити», который играл во втором дивизионе. Там ему не повезло: он получил тяжёлую травму колена и пропустил финал Кубка Англии. В 1949 он перешёл за 20 000 фунтов в «Халл Сити».
В 1951 его купил «Манчестер Сити», который тогда вышел в первый дивизион. Там он стал играть лучше: в сезоне 1954/55 «Сити» вышел в финал Кубка Англии, а Реви был признан футболистом года. В 1956 «Сити» всё-таки выиграл кубок, а Реви ушёл в «Сандерленд», а затем в «Лидс». Но тот вылетел из первого дивизиона через два года.

## Тренерская карьера
В 1961 году Реви стал играющим тренером «Лидса» от безысходности: никто не хотел тренировать клуб. Он спас «Лидс» от вылета в третий дивизион.
Реви стал производить изменения в команде. Он старался создать в ней семейную атмосферу: по праздникам рассылал игрокам открытки, возил игроков с женами в отель по каникулам. По пятницам игроки играли в бильярд.
Такая политика принесла результаты: в 1964 «Лидс» выходит в первый дивизион, и в первом же сезоне занимает второе место, проиграв «Манчестер Юнайтед» лишь по разнице мячей. В Кубке ярмарок команда сразу доходит до полуфинала, проиграв «Сарагосе» в дополнительном матче. В следующем сезоне «белые» снова заняли второе место и сыграли в финале Кубка ярмарок, где уступил загребскому «Динамо».
В следующем сезоне «Лидс» наконец-то выиграл Кубок ярмарок, победив «Спору», «Хиберниан», «Рейнджерс», «Данди», и в финале победив «Ференцварош» — 1:0, 0:0.
В 1969 году «Лидс» впервые стал чемпионом Англии, с отрывом в шесть очков от «Ливерпуля». В Кубке чемпионов «Лидс» сходу добрался до полуфинала, уступив «Селтику».
В 1971 году «белые» выиграли второй Кубок ярмарок, победив «Ювентус» — 1:1, 2:2.
В 1974 году Реви стал главным тренером сборной Англии. Но там не сложилось. В отборочном цикле к ЧЕ-1976 уступили Чехословакии (роковой стала ничья с Португалией). После неудачного старта в отборочном цикле ЧМ-1978 отправлен в отставку.
После этого Реви тренировал ближневосточные команды. Затем Дон недолго поработал в Египте. В 1987 году переехал в Шотландию. Там Реви тяжело заболел и оказался прикован к инвалидному креслу.
Дональд Реви умер 26 мая 1989 года в Эдинбурге от бокового амиотрофического склероза. В его честь названа трибуна на стадионе «Элланд Роуд».

## Достижения в качестве тренера
- Чемпион Англии: 1968/69, 1974/1974
- Вице-чемпион Англии: 1964/65, 1965/1966, 1969/70, 1970/71, 1971/72
- Обладатель Кубка Англии: 1972
- Финалист Кубка Англии: 1965, 1970, 1973
- Обладатель Кубка Футбольной лиги: 1968
- Обладатель Суперкубка Англии: 1969
- Обладатель Кубка ярмарок: 1968, 1971
- Финалист Кубка ярмарок: 1967
- Финалист Кубка обладателей кубков УЕФА: 1973
- Чемпион Египта: 1985, 1986, 1987
- Чемпион Саудовской Аравии: 1981